# Igreja Velha de São Mateus da Calheta

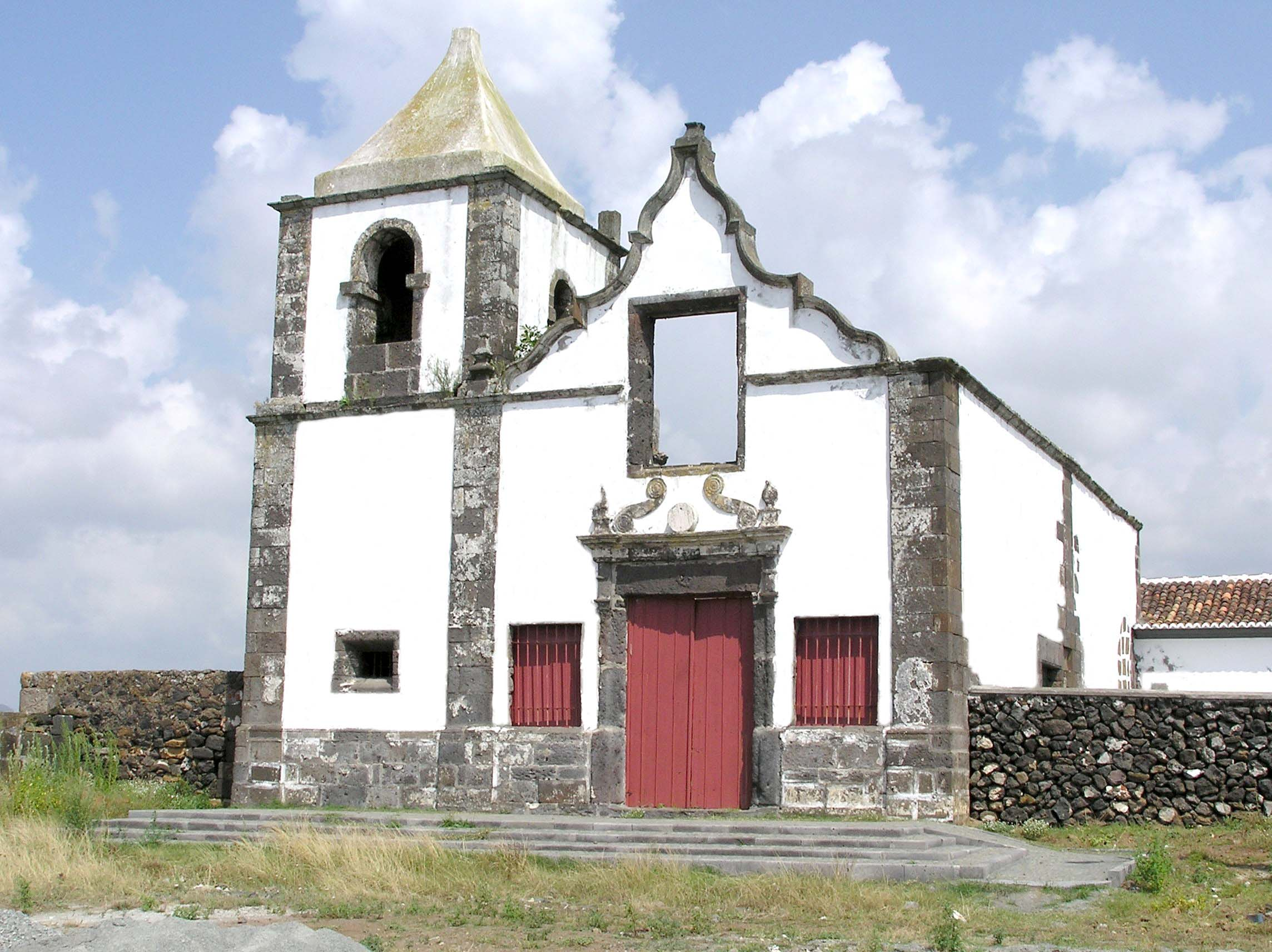
Igreja Velha de São Mateus da Calheta: fachada.

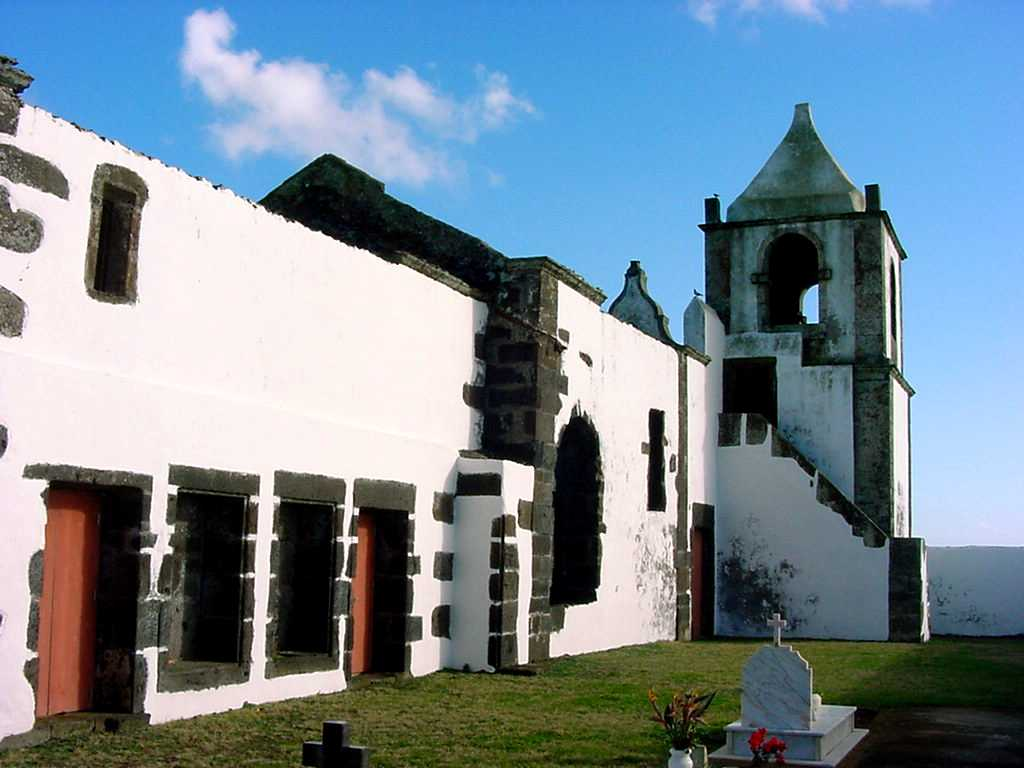
Igreja Velha de São Mateus da Calheta: vista do exterior.

A Igreja Velha de São Mateus da Calheta localiza-se na freguesia de São Mateus da Calheta, concelho de Angra do Heroísmo, na Ilha Terceira, nos Açores.

## História
A primitiva igreja paroquial de São Mateus foi erguida na ponta de São Mateus por volta de 1557 para substituir a Ermida de Nossa Senhora da Luz como centro de culto. Desde cedo revelou-se pequena e demasiado próxima do mar, já que o recuo da linha de costa a colocava quase sobre a falésia.
Entre 1694 e 1700 esta primitiva igreja foi demolida e reconstruída mais para o interior, permanecendo uma cruz no adro da nova igreja a assinalar o local da antiga capela-mor. Durante as obras, o culto retornou para a Ermida da Luz, ali tendo sido celebrados os baptizados e efetuados os enterramentos. A nova igreja (hoje conhecida como "Igreja Velha") estava concluída em 1700.
Esta igreja foi praticamente destruída por um furacão que varreu a área em 28 de Agosto de 1893. A destruição então causada destelhou o templo e levou ao deslocamento da vila mais para o interior de terra, razão pela qual as ruínas deste templo se encontram isoladas no centro da atual povoação.

## Características
Constitui-se num templo de modestas dimensões, em alvenaria de pedra, com grandes cantarias, característica que lhe permitiu resistir ao furacão.
Na fachada principal, sobre a portada, existe um relógio de sol, talhado em pedra de cor clara, que sobressai do conjunto em pedra de cor mais escura.
A sua torre sineira é acedida por uma escada de cantaria erguida na parte exterior. Embora já não mantenha os sinos, dos seus vãos, orientados aos quatro ventos, descortina-se ao longe a cidade de Angra do Heroísmo, o Monte Brasil, o vulcão adormecido da serra de Santa Bárbara e a freguesia de São Mateus da Calheta.
Dada a sua proximidade das águas do mar, é avistada pelas embarcações ainda bastante longe da costa, sendo uma das primeiras que as embarcações saudavam, quando vinham das Américas.

## Galeria

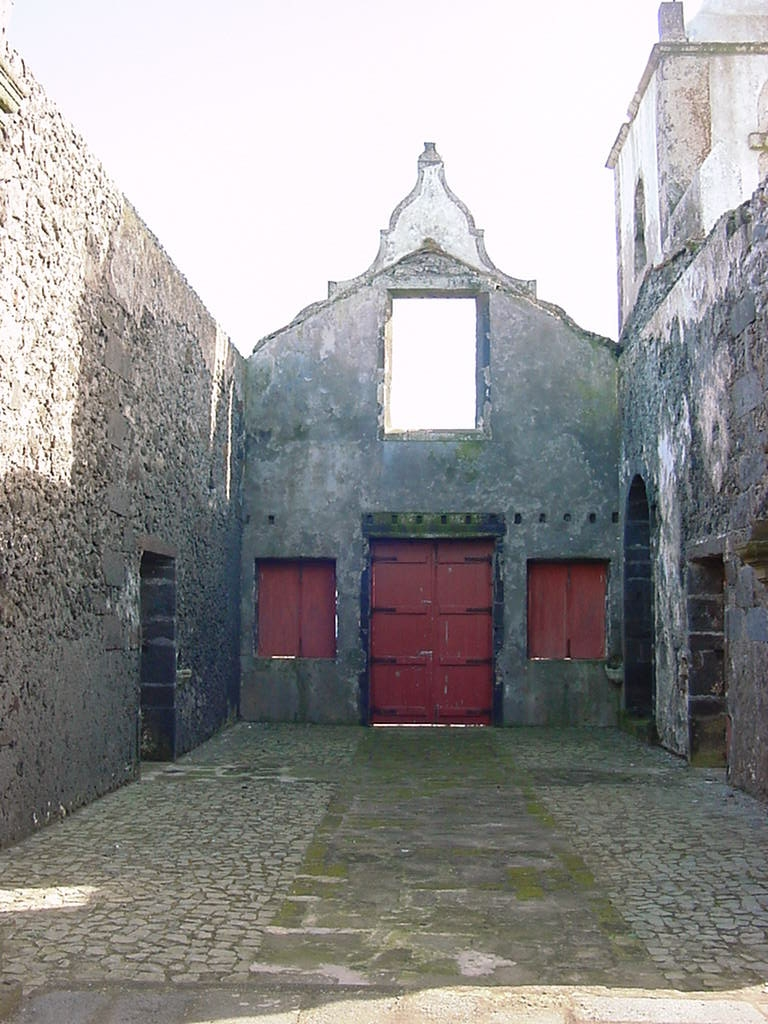
Interior
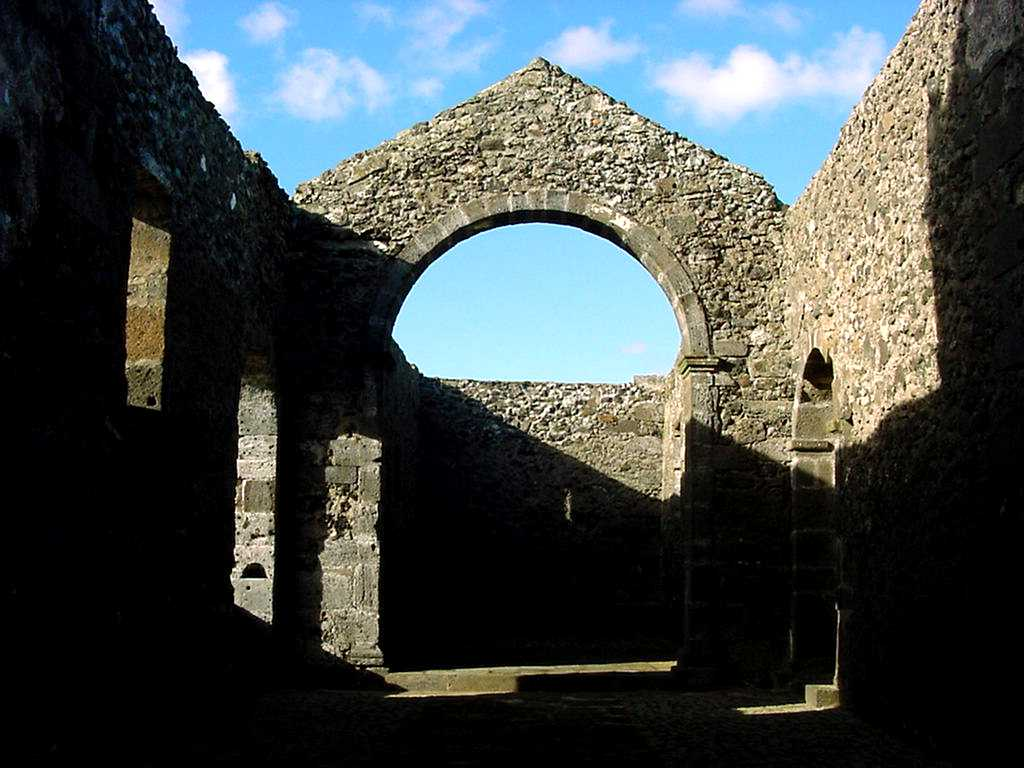
Arcada central
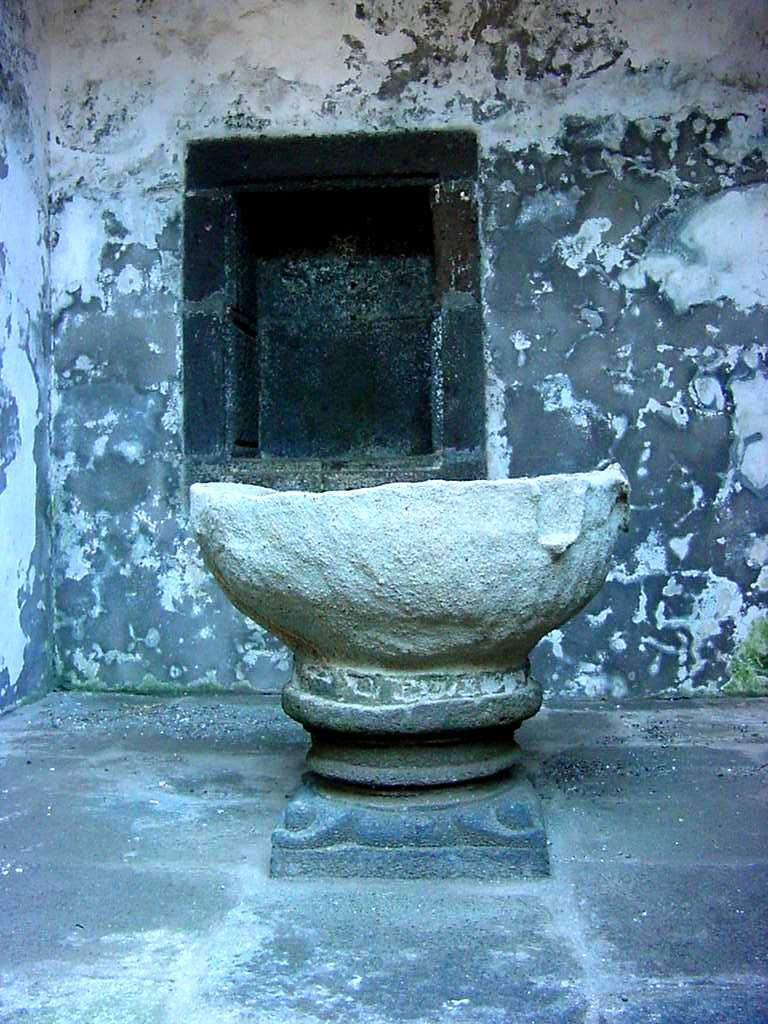
Pia Baptismal